# Emil Wiechert
Emil Johann Wiechert, född 26 december 1861 i Tilsit i Ostpreussen (nuvarande Kaliningrad), död 19 mars 1928 i Göttingen, Tyskland, var en tysk fysiker och seismolog, som 1898 blev e.o. professor i geofysik vid Göttingens universitet och direktor för geofysikaliska institutet, samt 1905 ordinarie professor i nämnda ämne där. Han är framförallt känd för att ha utvecklat av den så kallade Wiecherts astatiska pendelseismograf.

## Biografi
Wiechert var enda barnet till den tilsitiske köpmannen Johann Wiechert och hans hustru Emilie. Efter sin fars tidiga död växte han upp i Königsberg i Preussen. Han studerade fysik vid Albertus-Universität Königsberg efter att ha tagit gymnasieexamen 1881. År 1889 disputerade han med en avhandling under handledning av Paul Volkmann. Redan följande år habiliterade han för fysik. Hans forskning i Königsberg handlade om materiens struktur, experiment med katodstrålar och teoretiskt arbete med elektricitet. Föga känt är att han lyckades utföra en av de första bestämningarna av förhållandet mellan laddning och massa hos elektronen. 
År 1908 gifte han sig med Helene Ziebarth, dotter till en välkänd advokat från Göttingen; äktenskapet förblev barnlöst. Tillsammans med henne och sin mor levde han i avskildhet och koncentrerade sig mycket på sitt vetenskapliga arbete, som han fortsatte oförminskat till omedelbart före sin död 1928 vid 66 års ålder.

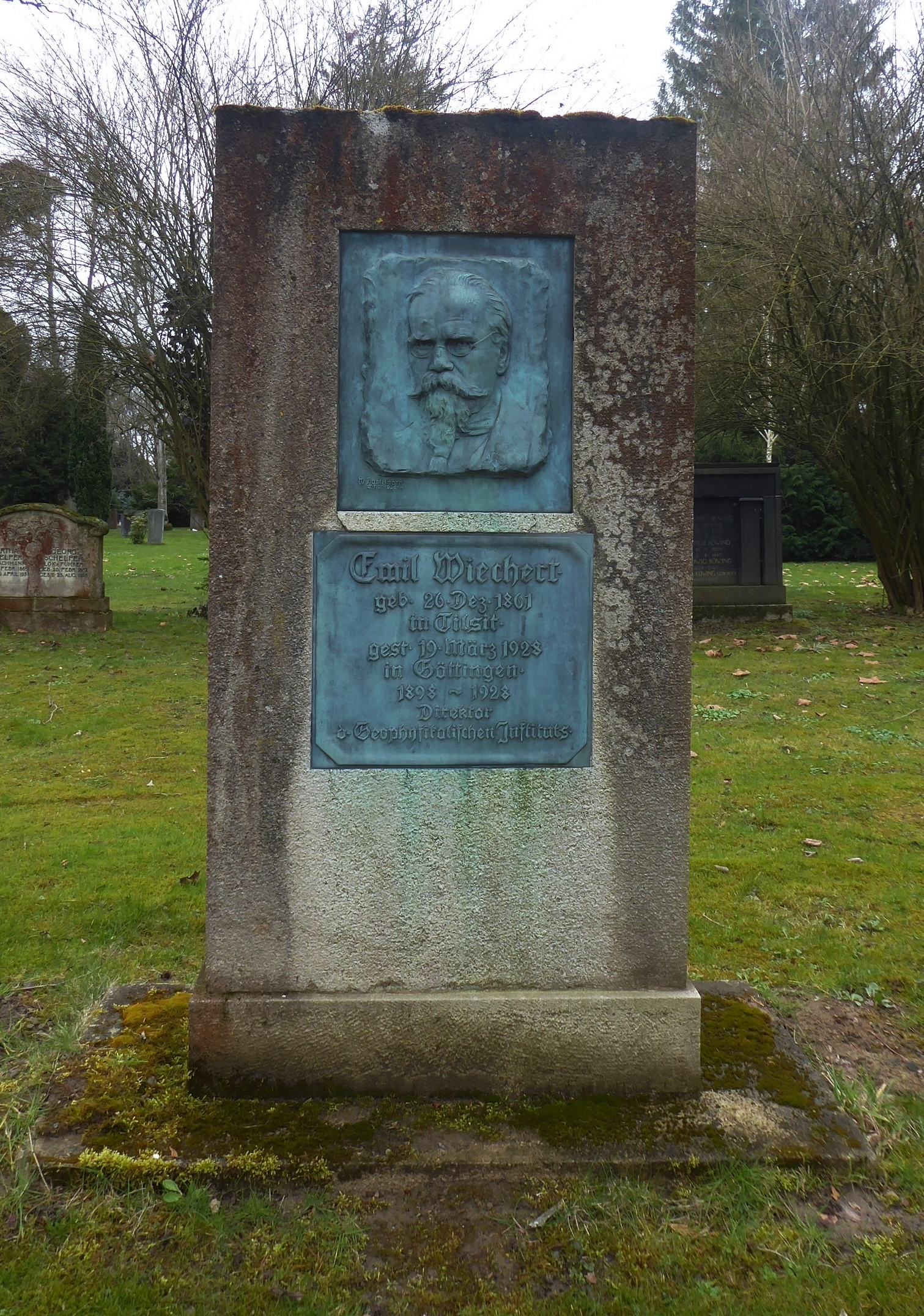
Grav på Stadtfriedhof Göttingen (foto 2021)

Wiechert är begravd på Göttingens kyrkogård. Graven pryds med två bronsplattor med inskription och brons relief porträtt, skapad av den hannoveriska skulptören Werner Hantelmann (signerad: "W. Hantelmann, Hannover").

## Karriär och vetenskapligt arbete
Ungefär samtidigt som Joseph John Thomson (som vanligtvis tillskrivs upptäckten) fann Wiechert partikeln som nu kallas "elektron". I april 1896, i en föreläsning för Königsberg Physikalisch-Ökonomischen Gesellschaft, påpekade han förekomsten av en partikel vars massa måste vara mycket mindre än väteatomens. Den 7 januari 1897 rapporterade han i en föreläsning för samma sällskap att han hade upptäckt partikeln och experimentellt fastställt dess massa som cirka 2 000 till 4 000 gånger mindre än väteatomens. I september 1897 meddelade han ett mer exakt värde av partikelns massa till omkring 1/(1 500 ± 500) av väteatomens massa (dagens värde är 1/1 838). Thomsons föreläsning för Royal Society ägde rum den 30 april 1897.
Oberoende av Alfred-Marie Liénard (1898) introducerade Wiechert Liénard-Wiechert-potentialen hos en rörlig laddning uppkallad efter båda i en essä 1900.

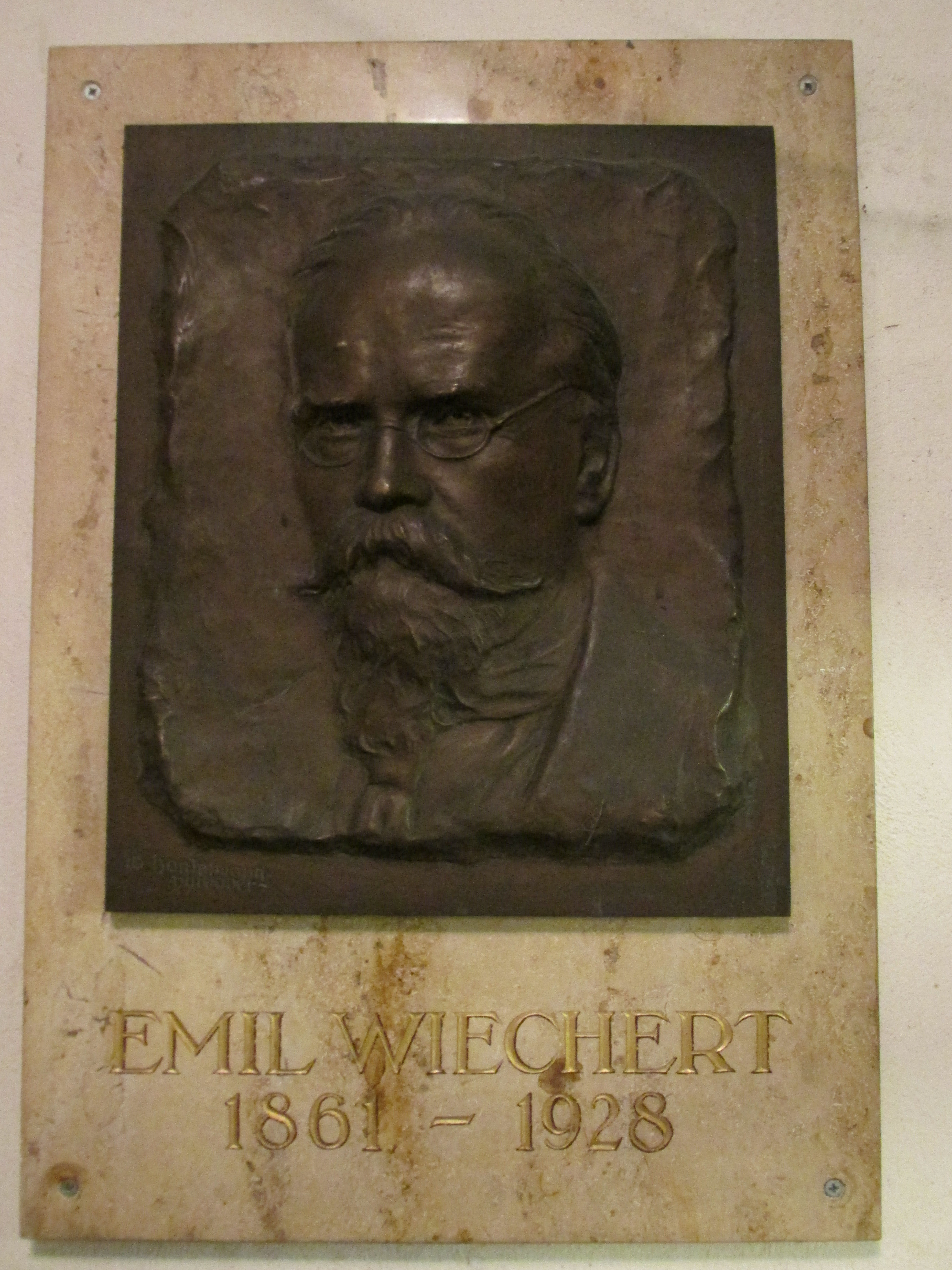
Minnestavla i jordbävningsobservatoriet i Göttingen.

Efter att Göttingens fysiker fått kännedom om Wiechert arbetade han vid Göttingens universitet från 1897 och utsågs 1898 till världens förste professor i geofysik. Efter färdigställandet av det nyetablerade Institutet för geofysik på Hainberg ovanför Göttingen började Wiechert 1901 med byggandet av Wiechert Wiechert’schen Erdbebenwarte, som fortfarande är i drift där idag (2022).
Konstruktionen av Wiecherts luftdämpade seismograf med hög förstoring, som skulle förbli modellen för de flesta instrument som användes i jordbävningskontrollrum runt om i världen i årtionden, gjorde det möjligt att för första gången kontinuerligt registrera global jordbävningsaktivitet. Med hjälp av de diagram över markrörelser som registrerats av dessa seismografer undersöktes spridningen av jordbävningsvågor och strukturen i jordens inre. Dessutom undersöktes geomagnetiska och luftelektriska fenomen. År 1902 grundades på Wiecherts initiativ ett geofysiskt observatorium på Samoa, som drevs från Göttingen fram till efter första världskriget. Bakom detta fanns insikten att det krävs ett världsomspännande observationsnätverk för att besvara geofysikens stora frågor.
År 1903 var Wiechert en av grundarna av Association Internationale de Séismologie, från vilken dagens International Association of Seismology and Physics of the Earth's Interior (IASPEI) uppstod. Samma år valdes han till fullvärdig ledamot av Göttingens Vetenskapsakademi. År 1911 blev han antagen som korresponderande ledamot av Bayerska vetenskapsakademien och 1912 av Ryska Vetenskapsakademin i Sankt Petersburg.
Wiechert viktigaste arbetsområde förblev seismologi, som han ständigt förbättrade inom både det praktiska och teoretiska området. Följaktligen tog han 1922 initiativ till grundandet av det tyska seismologiska sällskapet, där han valdes till dess förste ordföranden i Leipzig. År 1924 bildades Deutsche Geophysikalische Gesellschaft (DGG), som namngav sin högsta utmärkelse för framstående arbete inom geofysik efter Wiechert. 

## Utmärkelser och hedersbetygelser
Wiechert är också internationellt erkänd som grundare av geofysikområdet. Än idag anses han vara en av de mest betydelsefulla seismologerna i Tyskland, om inte över hela världen.
Det seismiska observatorium han grundade i Göttingen (Herzberger Landstraße 180/182) är fortfarande i drift idag (2022) som ett vetenskapligt monument med de historiska instrumenten. Det är den enda anläggningen som gör det möjligt att direkt jämföra större jordbävningar i det förflutna, som San Francisco 1906, med dagens jordbävningar.
En krater på månens baksida är uppkallad efter Wiechert.

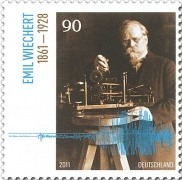
Särskild stämpel för 150-årsdagen 2011

Den 10 november 2011 utfärdade Deutsche Post en särskild stämpel (värde till 90 cent) i samband med Wiecherts 150-årsdag.